# David Åhman
David Åhman (* 20. Dezember 2001 in Umeå) ist ein schwedischer Beachvolleyballspieler. 2022 und 2023 wurde er mit seinem Partner Jonatan Hellvig Europameister. Außerdem gewann er mit seinem Partner die Olympischen Spiele in Paris 2024.

## Karriere
Åhman spielt seit 2017 Beachvolleyball, zunächst auf nationalen Turnieren und europäischen Jugendturnieren. Seit 2018 ist Jonatan Hellvig sein Partner. Bei der U20-Europameisterschaft in Anapa belegten Åhman/Hellvig Platz fünf. Anschließend wurden sie in Brno U18-Europameister und gewannen bei den Olympischen Jugendspielen in Buenos Aires die Goldmedaille. 2019 und 2020 traten sie auch auf der FIVB World Tour an. Beste Ergebnisse waren hier der dritte Platz beim 1-Stern-Turnier 2019 in Doha und der Sieg beim 1-Stern-Turnier 2020 in Montpellier. Åhman/Hellvig wurden 2020 in Brno U20-Europameister und belegten bei der U22-Europameisterschaft in Izmir Platz neun. 2021 traten die beiden Schweden erstmals bei 4-Sterne-Turnieren der FIVB World Tour an und belegten in Doha und in Cancún die Plätze neun, 41, 25 und 33. In Baden gewannen sie anschließend den U22-Europameistertitel. Im November hatten Åhman/Hellvig in Itapema ihre beste Platzierung bei einem 4-Sterne-Turnier. Im Dezember wurden sie in Phuket U21-Weltmeister. Nach einem fünften Platz im März 2022 beim Challenge-Turnier in Tlaxcala auf der World Beach Pro Tour gelang Åhman/Hellvig im Mai der Turniersieg in Kuşadası.
Für die Beach WM in Rom wurden die beiden Schweden als eines der zwölf topgesetzten Teams in Pool K gelost, konnten an der Veranstaltung allerdings wegen einer Verletzung Hellvigs nicht teilnehmen.
Im August 2022 gewann Åhman zusammen mit Jonatan Hellvig die Goldmedaille bei der Europameisterschaft in München, als sie im Endspiel die Tschechen Perušič/Schweiner besiegten. Im Oktober gewannen die beiden Schweden bei den Challenge-Turnieren der World Beach Pro Tour auf den Malediven Bronze und in Dubai Gold. Beim Elite16-Turnier in Kapstadt verloren sie erst im Finalspiel gegen die Norweger Anders Mol und Christian Sørum. Im ersten Elite16-Turnier in Doha auf der World Beach Pro Tour 2023 standen sie wiederum im Finale und mussten erneut den norwegischen Ranglistersten den Sieg überlassen. Im zweiten Elite16-Turnier in Tepic konnten sich Åhman/Hellvig im Finale gegen A. Mol/Sørum revanchieren. Bei Europameisterschaft 2023 in Wien gelang den Schweden mit einem Finalsieg gegen die Niederländer Leon Luini und Yorick de Groot die Titelverteidigung. Auch bei den Elite16-Turnieren in Hamburg und in João Pessoa siegten Åhman/Hellvig. Im Oktober erreichten sie bei der Weltmeisterschaft in Tlaxcala das Finale, das sie gegen die Tschechen Ondřej Perušič und David Schweiner verloren. Nach dem Gewinn des Elite16 in Brasilien konnten die Schweden auch das Saisonfinale in Doha für sich entscheiden. Als Poolzweite gelang ihnen im Viertelfinale die Revanche gegen ihre Endspielgegner der WM, in der Vorschlussrunde waren sie gegen Ahmed Tijan / Cherif Younousse erfolgreich und im Finale mussten Anders Mol und Christian Sørum sich nach zwei Sätzen geschlagen geben, die in der Gruppenphase das Aufeinandertreffen noch für sich entschieden hatten.
Im März 2024 wurden Åhman/Hellvig beim Elite16-Turnier in Doha Zweite. Nach dem Sieg beim Elite16-Turnier in Tepic im April kletterten die Schweden auf den 1. Platz der Weltrangliste. Ihr zweites Gold des Jahres bei der Weltserie gewannen die beiden im portugiesischen Espinho, als sie im Finale die Deutschen Clemens Wickler und Nils Ehlers in zwei Sätzen bezwangen. Bei den nächsten beiden Events folgten der dritte und der vierte Titel in Folge, als die Niederländer Boermans / de Groot im Endspiel von Ostrava und die Brasilianer George / André im letzten Spiel von Gstaad die Überlegenheit der Schweden anerkennen mussten. Bei den Olympischen Spielen in Paris gewannen Åhman/Hellvig nach einem Finalsieg gegen Wickler/Ehlers die Goldmedaille. Die Elite16-Events im Herbst in Brasilien beendeten sie mit Platz drei in João Pessoa und Platz fünf in Rio de Janeiro. Beim World Beach Pro Tour Finale 2024 in Doha unterlagen sie im Endspiel gegen Mol/Sørum.
Bei den Elite16-Turnieren auf der World Pro Tour 2025 erreichten Åhman/Hellvig im mexikanischen Quintana Roo Platz fünf, im brasilianischen Saquarema Platz zwei und im tschechischen Ostrava Platz eins. Im Juni erreichten die Schweden beim Futures im heimischen Malmö sowie beim Challenge im polnischen Stare Jabłonki jeweils das Halbfinale, wofür sie allerdings wegen Hellvigs Bauchmuskelverletzung nicht antreten konnten.